# Edinburg (Texas)
Edinburg ist eine Stadt im Hidalgo County im US-Bundesstaat Texas. Sie ist Sitz der County-Verwaltung (County Seat) des Hidalgo Countys. Edinburg liegt nahe der mexikanischen Grenze. Die nächste größere Stadt ist McAllen. Die Stadt ist Sitz der University of Texas–Pan American. Das U.S. Census Bureau hat bei der Volkszählung 2020 eine Einwohnerzahl von 100.243 ermittelt.

## Geschichte
1908 gründeten John Closner, William Briggs und Dennis B. Chapin eine neue Gemeinde. Sie wurde zu Ehren von Dennis B. Chapin mit dem Namen Chapin gegründet. Als dieser aber in einen Totschlag verwickelt wurde, wurde die Stadt in Edinburg umbenannt.

## Söhne und Töchter der Stadt
- Minerva G. Carcaño (* 1954), Bischöfin der United Methodist Church
- Benita Robledo (* 1984), Drehbuchautorin, Schauspielerin und Filmproduzentin